# (17577) 1994 PD38
A (17577) 1994 PD38 a Naprendszer kisbolygóövében található aszteroida. Eric Walter Elst fedezte fel 1994. augusztus 10-én.